# أثر التجارة الدولية على البيئة

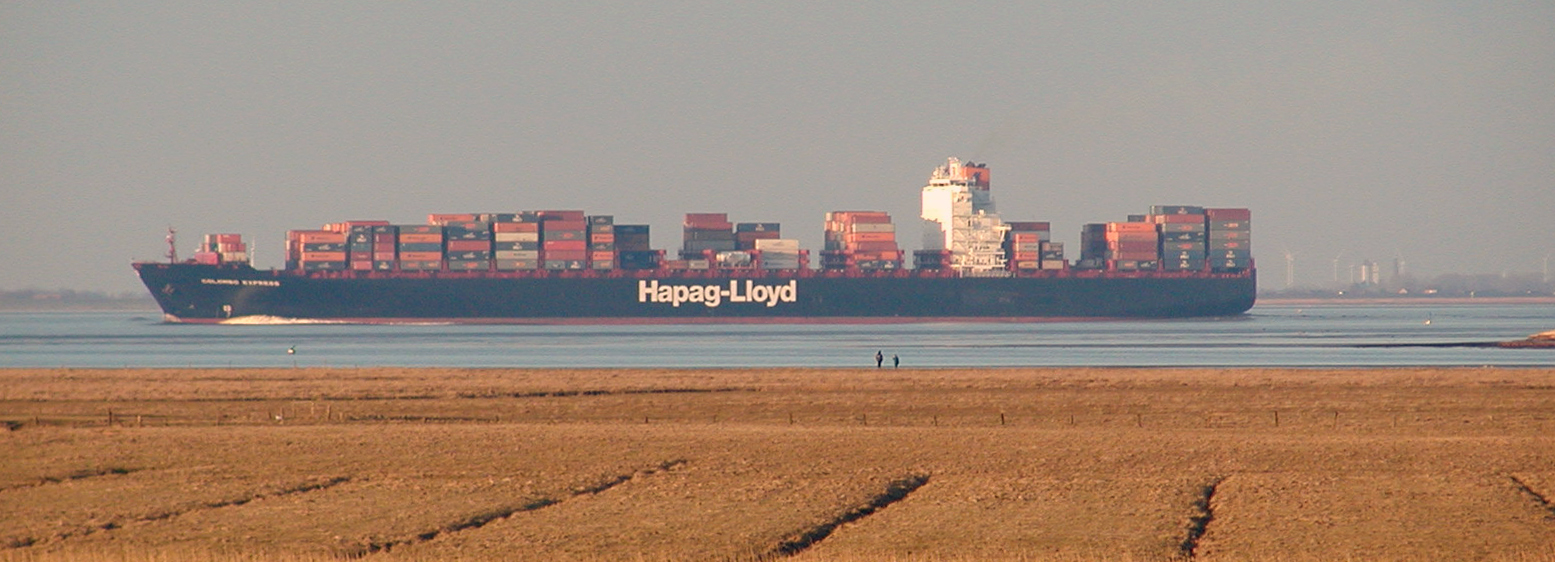
مرور حاملة حاويات.

بعد الحرب العالمية الثانية، ظهرت آثار التجارة الدولية على البيئة عقب التوسع السريع والهائل للتجارة الدولية، والتي عززتها اتفاقية التجارة الحرة وخفض تكاليف النقل. وقد تضاعف حجم التجارة العالمية سبعة وعشرين مرة في الفترة ما بين 1950 و2006 ، بينما لم يتضاعف إجمالى الناتج المحلى العالمى «سوى» ثمانية مرات. وبالتالي ارتفعت نسبة التجارة الدولية في إجمالي الناتج المحلي من 5,5% إلى 20,5%. أصبحت تلك الآثار محل بحث متجدد بدءً من عام 1990، عقب الاعتراضات التي أبداها المتخصصون في علوم البيئة على إبرام اتفاقية التجارة الحرة لدول أمريكا الشمالية، النافتا (NAFTA).
غير أن المقارنة بين وضع التجارة الحرة «مع» التجارة الدولية والوضع الافتراضي «دونها» ليست واضحة.
فإذا اتفق الاقتصاديون بصفة عامة على الطابع النفعي للتجارة الحرة، الذي يزيد من حجم التجارة الدولية، وبالتالي من حجم إنتاج الثروات، فإن صافي آثار التجارة الدولية على البيئة يظل غير محدد بشكل واضح. إلى جانب الآثار السلبية، كالتلوث المباشر الناتج عن وسائل المواصلات، وتزايد المنتجات المُلَوثِة والتي تولد عناصر تؤدي إلى استغلال الطبيعة، ومشاكل التقنين الدولي للملوثات، هناك بعض الآثار الإيجابية مثل نقل التكنولوجيا النظيفة أو التوزيع الأفضل للموارد الطبيعية (وبالتالي الحفاظ عليها).

## الآثار المترتبة على تحرير تدفق السلع
عني الاقتصاديون مؤخرا بالعلاقات بين التجارة الدولية والبيئة، حيث أن أثر التجارة على حجم الثروات ظل الهدف الرئيس لنظريات التجارة الدولي. على الرغم من أن بعض الجماعات استغلت نظرية حماية البيئة، سواء لانتقاد التجارة الحرة أو لتبرير مبدأ حماية الصناعة، إلا أنه تم إجراء بعض الدراسات.
وعلى سبيل المثال، في عام 1993، نشر جين جروسمان والان كروجر  دراسة حول نتائج تحرير التجارة في أمريكا الشمالية في إطار اتفاقية التجارة الحرة لدول أمريكا الشمالية المستقبلية (النافتا)، والتي تنص على إنشاء منطقة تجارة حرة بين الولايات المتحدة، وكندا، والمكسيك في 1994. وقد أوضحا في هذه الدراسة ثلاثة آثار أساسية لتحرير التبادل الاقتصادي:
- أثر يعرف بـاسم «أثر التكوين»: بموجبه تتخصص الدول في المنتجات التي تمتلك بها ميزة نسبية، مما يؤدى ليس إلى الاستخدام الأمثل للموارد البشرية (العمل ورأس المال) فحسب، بل أيضا للموارد الطبيعية، وفقا لنظرية التجارة الدولية. ويكون أثر التكوين الناجم عن تحرير التبادل لصالح البيئة، وفقا لما ذكره أصحاب هذه النظرية.
- أثر آخر يُطلق عليه أثر «الحجم»: وفقا لنظرية التجارة الدولية، تتيح اتفاقية التجارة الحرة تزايد مطلق في الإنتاج (وهو ما يشكل بالنسبة لأنصار هذه الاتفاقية فائدتها الكلية). غير أنه على الصعيد البيئى، تؤدي زيادة الإنتاج بناء على تخصص كل دولة في الإنتاج الذي يرى أداءه فيه الأفضل، إلى تداعيات سلبية على البيئة.
- بيد أن أثر الحجم يقابله أثر «تقني»: حيث أن التجارة الحرة تتيح تعميم التقنيات الأكثر تقدما والتي تكون عادةً مسببة للتلوث بشكل أقل للبيئة على الصعيد العالمي. كما أن ارتفاع الإيرادات الناجم عن زيادة الإنتاج يترتب عليه توعية السكان بأهمية المحافظة على البيئة.

## أثار النموالمتعلق بالتجارة الحرة
للنمو الاقتصادى الناتج عن التجارة الحرة أثران متناقضان. ويرى قله من مناهضي العولمة أن أثره السلبي يفوق أثره الإيجابي، فيقترحون« تراجع تنموي قابل للدعم ». مع ذلك، يرى بعض الاقتصاديين أن زيادة الإنتاج تسمح بالآتي:
- تحقيق الثراء للمواطنين والشركات التي يزداد اهتمامها بالبيئة التي تعد، وفقا لمنظورهم، ثروة عليا.[3] ففى الواقع، نجد أن تنظيم استغلال البيئة أكثر إلزاماً في البلاد التي تتمتع بالديمقراطية;
- استخلاص فائض عائد يسمح بتخصيصه لحماية البيئة;
- اكتشاف تقنيات جديدة تتيح الاستغلال الأمثل للموارد الطبيعية؛ مما يؤدى إلى الحد من ارتفاع التلوث بل وتقليله ;

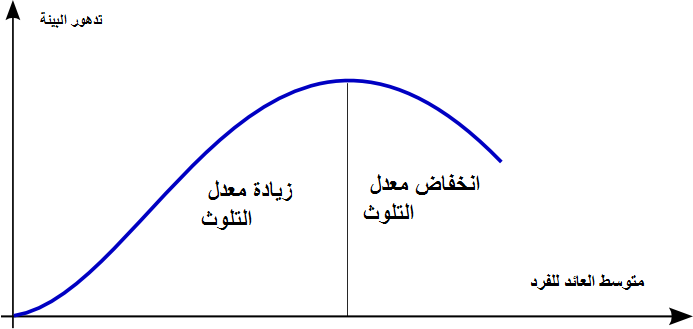
منحنى كوزنتس البيئي: يمكن توضيح هذه الظاهرة المثيرة للجدل والملموسة في الدول الغنية ومؤخراً في بعض البلدان النامية مثل الصين, بمنحنى U المقلوب (أي بوضع التلوث المحلي في محور الصادات ومتوسط العائد للفرد في محور السينات)

و بناء على هذه الافتراضات، يقول بعض علماء الاقتصاد مثل جروسمان وكروجر وكذلك بعض رجال السياسة أن، النمو يضر بالبيئة إلى ى أن يتم التوصل إلى مستوى معين للدخل للفرد وعندها تصبح الآثار الإيجابية على البيئة هي السائدة. يُلخص منحنى كوزنتس البيئى هذا التطور. فعلى سبيل المثال، نجد أن التلوث الناجم عن عوادم السيارات بشكل عام أقل في المدن الكبرى للدول الغنية عنه في دول العالم الثالث.
على الرغم من ذلك كانت هذه الرؤية محل نقد على المستوى النظري حيث أن هذا المنحنى لا يوضح إلا ما حدث من تطور في الماضي وكما أن جميع هذه التطورات حدثت على المستوى المحلي، وأما المشكلات المستقبلية، لاسيما مشكلة الاحتباس الحرارى، فقد أضحت من بين المشاكل السائدة.و إذا كان التلوث في وسط المدن قد انخفض بشكل ملحوظ وكذلك أنواعاً أخرى من الملوثات الثقيلة في الدول المتقدمة، فإن انبعاثات الغازات المسببة للاحتباس الحرارى لتلك الدول لم تنخفض قط بل هي في تزايدٍ مستمر. . .(ملحوظة: هناك بعض الأنواع من الملوثات قد تم نقلها لدول العالم الثالث مثل بعض الصناعات شديدة التلوث)
إلا أن الدراسات التي أجريت في المكسيك والتي نشرها كيفن جالغير قد أبطلت هذه النظرية أيضا: حيث يقدر الحد الأدنى للدخل الذي يميل التلوث بعده إلى الانخفاض بحوالى 5٬000 دولار؛ وقد وصلت المكسيك بالفعل إلى هذا الحد الأدنى في عام 1985. بيد أنه وفقا لما قرره المعهد القومي للدراسات الإحصائية في المكسيك، فإن تحرير التجارة في عام 1990 صاحبه زيادة طفيفة في متوسط الدخل بينما ما حدث من تدهور بيئي ارتفع بشكل مفاجئ، وهكذا ففي عام 1999, كانت زيادة الدخل تمثل 14 مليار دولار، بينما التدهور ب 47 مليار دولار.وبالتالي، يبدو أن النمو الناتج عن التجارة الحرة لا يتيح وحده لا تخفيف ولا خفض نسبة التلوث.

## آثار تدهور معدلات التبادل التجاري
خلال الثلاثين عاماً الماضية، ووفقاً لنظرية تدهور معدلات التبادل التجاري، فإن قيمة المنتجات التي تُصدرها الدول الفقيرة (التي عادةً ما تكون مواد أولية) منخفضه مقارنةً بالإنتاج الصناعي والتكنولوجي للدول الغنية. فعلى المدى الطويل، تؤدي هذه الظاهرة إلى زيادة الفقر في الدول الفقيرة وتجبرها على الاستغلال المفرط لمواردها الطبيعية من أجل الحصول على حجم إنتاج يساوي إنتاج الدول الغنية، وذلك يكون بالطبع على حساب النتمية المستدامة.
و قد كان هذا المنطق مثارا للجدل أحيانًا: حيث يعتمد حجم تصدير المواد الخام بصورة أساسية على الطلب في الدول الصناعية وليس على الاحتياجات المتزايدة للتصدير في الدول الفقيرة. ومن ناحية أخرى، وبعيدا عن آثار التجارة الحرة المحتملة، فقد أصبح التدهور في معدلات التبادل التجاري مثاراً للجدل.
ومثال ذلك، تعارض هذه الفرضية مع الارتفاع الحتمي في أسعار المواد الخام التي سبق وحددها نادي روما.

## أمثلة على الأثر البيئى لتدفق السلع
وفقا لما ذكرته لجنة التعاون البيئي في أمريكا الشمالية:«حتى لو كانت أغلب التقييمات لأثرالتجارة على البيئة توضح وجود صلة غير مباشرة أو بالأحرى ضعيفة بين التجارة والتغيرات التي تؤثر على البيئة، فإن هناك بعض العناصر التي تؤكد وجود صلة مباشرة وقوية بين البيئة والتجارة في قطاع النقل.»

## تلوث الهواء
تمثل وسائل النقل بصفة عامة 25 % من انبعاثات ثانى اكسيد الكربون في العالم. ولكن ينتج الجزء الأكبر من هذا التلوث عن وسائل النقل الخاصة (مثل السيارات) أو عن توصيل السلع على مسافات قصيرة (التسليم بالشاحنات). ورغم أن تلوث الهواء يزداد بصورة سريعة، إلا إنه لا يزال هامشياً.
فقد أجرت بعض الدراسات الدقيقة قياسا لأثر تنمية وسائل النقل على بعض المناطق، لاسيما بعد تطبيق اتفاقية التجارة الحرة لدول أمريكا الشمالية –نافتا. فلاحظت وجود زيادة في نسبة التلوث على الحدود بين الولايات المتحدة الأمريكية ـ كندا والولايات المتحدة الأمريكية – المكسيك لاسيما في المدن الحدودية القريبة من طرق المواصلات الرئيسة، وذلك وفقاً للجنة التعاون البيئي لأمريكا الشمالية. وإلى جانب التلوث الناجم عن زيادة انبعاثات الغاز، هناك أيضاً ارتفاع في الأضرار الناجمة عن التلوث السمعي.

## تلوث البحار
تفاقمت مشكلة تلوث مياه البحار نتيجة لشعور مالكى سفن النقل بقدرتهم على الإفلات من العقوبة عند قيامهم بتفريغ الغاز من الخزانات في عرض البحر، الأمر الذي يجنبهم دفع تكاليف التنظيف الباهظة.
و قد تسبب نقل المواد الخطرة، لاسيما البترول في كوارث ألحقت ضررا بالغا بالطبيعة (مثل كارثة الناقلة اموكو كاديز، والناقلة ايريكا، وقائمة بأهم التسربات النفطية).
و نجم عن التغيرات البيئية اندثار العديد من الكائنات البحرية، وفي بعض الأحيان بصورة نهائية.

## التنوع الحيوى
يعد نقل البضائع عاملا أحدث انقلابا في حياة الكائنات النباتية والحيوانية، كما كان دافعا لانتقال بعض الكائنات البحرية من موطنها الأصلي.فعلى سبيل المثال، في الولايات المتحدة نرى أن 6000نوعا من الحيوانات والنباتات والميكروبات التي تعيش بشكل دائم كانت قد وردت إلى البلاد بطريقة عشوائية وتهدد الكائنات الأصلية.
إذا كانت عضويات معدلة وراثيا ليست في حد ذاتها نتاجا للعولمة، غير أنه لا سبيل لبيعها للعالم بواسطة شركة متعددة الجنسيات، مثل شركة مونسانتو، إلا عن طريق تحرير التجارة.
يرجع الخطر الذي تشكله الكائنات العضوية المعدلة وراثيا على البيئة، إلى أن النباتات المعدلة وراثيا المزروعة في الحقول يمكن أن تنتشر في المناطق الطبيعية المحيطة. قد يتسبب هذا الإدخال الصناعى للجينات الجديدة في حدوث مشاكل لاحقة غير معروفة مثل: تعديل في تكوين الكائنات النباتية وبالتالى في السلسلة الغذائية الحيوانية، تسمم الحيوانات، الخ.

## التقسيم الدولي للعمل والبيئة
فضلا عن الآثار الإيجابية أو السلبية السابق ذكرها، أدي تخصص بعض الدول إلي تشتت المراحل المختلفة للعملية الإنتاجية على الصعيد العالمى مما تسبب في تنقل السلع ذهابا وإيابا من بلد إلي آخر.
وقد اتخذت منظمة من أجل تحصيل الضرائب على التعاملات المالية العابرة للحدود بغرض منفعة المواطن «اتاك»(ATTAC) مثال إنتاج الجمبرى لتسليط الضوء على ظاهرة هدر الطاقة.
«إن الجمبرى الذي نستهلكه يمر بطريق طويل قبل الوصول إلى صحوننا: فبعد أن يتم صيده في بحر الشمال يسافر من الشمال إلى الجنوب في شاحنات مزودة بمبردات حتى يتم تقشيره بواسطة الأيدى العاملة النسائية منخفضة التكلفة في المغرب، ثم يعود بعد ذلك في تلك الشاحنات ليتم بيعه في أسواق أوروبا.»

## الإغراق البيئي
منذ حوالى ثلاثين عاماً، طبقت الدول المتقدمة تشريعات بيئية مُلزمة في مواجهة الشركات إلا إنه فاعلية مثل تلك الإجراءات ربما يمكن تقليلها بواسطة العولمة الاقتصادية. فإن رغبت أي شركة أن تنتج مواد ملوثة للبيئة كيفما تشاء فيكفى أن تنقل نشاطها إلى البلاد التي تطبق معايير بيئية اقل تشددا حيث أن هذا الخطر ينتج ليس عن تحرير التدفق التجاري فحسب، بل بتحرير تدفق رأس المال.
فالمشكلة إذا تكمن في معرفة ما إذا كانت الشركات تستفيد من التجارة الحرة حتى تنتقل إلى البلاد التي تطبق تشريعات أقل صرامة، مما يتيح لهم فرصة إنتاج أكثر للمواد الملوثة للبيئة مما لو كانوا في بلد المنشأ التي تمتلك لوائح تفرض عليهم كشركات اتباع طرق إنتاج أقل تنافسية ولكنها أكثر احتراما للبيئة.

## نظريتين منافستين
في عام 1957, اقترح ويليام بومول والاس واتس نموذجا نتج عنه حلقة مفرغة عندما قاما بعقد مقارنة بين بلد غنى يقوم بتطبيق لوائح صارمة وبلد فقير يطبق معايير بيئية متساهلة . وخلص الباحثان إلى أن هذه الصناعات الملوثة قد تنتقل إلى البلد الفقيرالذى من مصلحته إذا ممارسة نوع من الإغراق البيئى.فنتائج التجارة الحرة تترابط فيما بينها إذا في حلقة مفرغة تساعد على التلوث. فتكلفة تصنيع منتج ملوث للبيئة في البلاد التي لا يوجد بها معايير أقل، مما ينتج عنه خفض الاسعار وبالتالى زيادة الطلب على هذا المنتج، فيزداد بذلك إنتاج المواد الملوثة في البلاد التي لا تطبق أية معايير. وعليه نتج عن هذه الزيادة في الإنتاج ارتفاع في معدل التلوث.و من مصلحة الدول الفقيرة الإبقاء على معاييرها المتراخية إذا كانت لديها رغبة في التوسع في هذه الصناعة.
تفترض النظرية التقليدية للتجارة الدولية تحليلا يتضمن نتائج متناقضة.وفقا لنظرية هكشر-أولين وسامويلسون(H.O.S), تركز الشركات إنتاجها الذي يحتاج لكثير من رأس المال في البلاد التي تمتلك رؤوس أموال، بينما تركز إنتاجها الذي يتطلب حجم عمالة كبير في الدول التي بها وفرة بالأيدى العاملة، ويترتب على ذلك أثر عكسى لما توقعه بومول وواتس: ألا وهو أن الصناعات ذات الكثافة الرأسماية العالية والأكثرتلويثا للبيئة (على سبيل المثال الكيميائية) تظل في البلاد الغنية بينما تنتقل الصناعات منخفضة التلوث والتي تقوم على الأيدى العاملة (على سبيل المثال النسيج) إلى الدول الفقيرة.
وفقا لهذا النموذج، لا تلعب اختلافات التشريعات البيئية بين البلاد سوى دورا ثانويا في إتخاذ قرارات إنشاء الشركات.
و في هذه الحالة فإن إجراء دراسات تجريبية هو السبيل الوحيد لمعرفة أي من هذه الآثار النظرية المتعارضة يتفوق على الآخر.

## بعض أمثلة للإغراق البيئى
وفي إطار الجدل القائم حول اتفاقية التجارة الحرة لشمال أمريكا (النافتا)(ALENA), تم عرض العديد من أمثلة للإغراق البيئى للشعب الأمريكي، بهدف عرقلة إبرام الاتفاقية. فعلى سبيل المثال لاحظت دراسات أجريت مؤخرا أن انتقال إنتاج مذيب، -وهو منتج شديد الضرر بنوعية الهواء- في ماكيلادوراس المكسيكية (مدن حدودية أمريكية), جاء بسبب تراخى اللوائح المتعقلة بنوعية الهواء في المكسيك مقارنة بالولايات المتحدة.و لقد تم التأكيد كذلك على شروط العمل بالنسبة لعمال دول الجنوب الذين يتعرضون لتلوث خطير (على سبيل المثال قضية حاملة الطائرات الفرنسية كليمنصو). كما ندد العديد من علماء البيئة بوجود «بؤر تلوث», كما أشارت منظمة التعاون والتنمية الاقتصادية (OCED) إلى وجود تشريعات استثنائية ومتراخية في بعض القطاعات شديدة التلوث . وتشير هذه المنظمة إلى أنه على سبيل المثال استخراج المعادن الأكثر تلويثا للبيئة يتمتع بوضع خاص يعلو القوانين البيئية القومية في العديد من البلدان مثل: زيمبابوي، وإندونيسيا، وبابوا غينيا الجديدة...

## ظاهرة محدودة
بيد أنه، وبعيدا عن هذه الحالات الفردية، أجري البنك الدولي دراسة عام 1998، تتناقض مع توقعات بومول واوتس. (انظر الجدول  المقابل)
تقر هذه الدراسة أن الدول النامية، في عام 1986، كانت بالفعل ضمن الدول المستوردة الصريحة لسلع ينتج عن مراحل إنتاجها تلوثا شديدا للبيئة، وأن البلاد الأكثر فقرا كانت نسبيا الأضعف من حيث تصدير المنتجات الملوثة.
وفي عام 1995، أضحى هذا الاتجاه أكثر بروزا: فبعيدا عن الإغراق البيئي، يلاحظ وجود تركيز عالي على المنتجات الملوثة المصدرة للدول الأكثر ثراء. فإذا كان الإغراق البيئي موجود على أرض الواقع في أماكن محددة، إلا أنه غير منتشر على نطاق واسع.
وهكذا تم دحض نظرية «بؤر التلوث» بالنسبة للمكسيك: فبعد تمرير اتفاقية التجارة الحرة لدول شمال أمريكا، لوحظ وجود انخفاض كبير في تصنيع المنتجات الملوثة في المكسيك، مقارنة بالولايات المتحدة. ويعود سبب عدم ظهور «بؤر التلوث»، على الأرجح، إلى تكلفة اللوائح البيئية مقارنة بالتكلفة الإجمالية للإنتاج، بما في ذلك التكاليف الهامشية.
هذه النتيجة حول التدفقات التجارية، تم تأكيدها، من خلال بعض الدراسات حول تدفق الاستثمار. ففي عام 1992، كان 45% من الاستثمارات الأمريكية في الخارج تتم في دول نامية. في حين أن 5% فقط من الاستثمارات التي تتدفق على الدول النامية (أي 22,5% من الاستثمارات الأمريكية) ترتبط بالصناعات الملوثة (النفط، والغاز، والمنتجات الكيميائية، والصناعات المرتبطة بها، والتعدين) في مقابل 24% تنتج في الدول الصناعية.

## سباق الأسعار في طرح المناقصات
إن القانون، الذي بمقتضاه قد تلتزم الدول بالعولمة، وتضطر إلى تخفيف تشريعاتها البيئية، أصبح مسارا للجدل .ويرجع ظهور هذا التشريع إلى عام 1970، عندما كانت الدول المتقدمة تخضع بشكل كبير لتدويل التبادل التجاري .إلا أنه في الأعوام الأخيرة، ظهرت العديد من الأمثلة لمشروعات قوانين بيئية تم رفضها بمبررات – قد تكون مثبتة أم لا- لأنها ربما تهدد التنافسية بين الشركات الوطنية.
وهذا ما أدي إلى رفض الولايات المتحدة التصديق على بروتوكول كيوتو، نظرا لمعارضة مجلس الشيوخ لكل الاتفاقيات التي تنطوي على أهداف لصالح الدول الصناعية فقط دون الدول النامية .

## آثار الحواجز التجارية على البيئة
سعى بعض الخبراء الاقتصاديين لإثبات أن الحواجز التجارية العالمية قد تسبب ضررا على البيئة . وبالتالى، فإذا كانت للتجارة الحرة آثار سلبية على البيئة، فتقييد التجارة له كذلك آثار ضارة. وهذا ما كان قد أكده، عام 1992، تقرير أصدرته الاتفاقية العامة للتعريفات الجمركية والتجارة بعنوان «التجارة والبيئة».
ووفقا لما ذكره روبرت فينسترا، فإن القيود المفروضة على تصدير السيارات اليابانية للولايات المتحدة تعد مثالا حيا للتاثير السلبى لاجراءات حماية الصناعة على البيئة.
ومن أجل التصدى لهذه القيود، قام اليابانيون بتعديل هيكل صادرتهم من السيارات عن طريق تحسين جودتها : بمعنى أنها أعطت الأولوية لتصدير السيارات الفاخرة وعالية الثمن، والتي تستخدم كميات كبيرة من الوقود، حتى أماكن انتظار السيارات الأمريكية أصبحت أكثر ضررا على البيئة .
وقد استخلص جاجديش باجواتى مما سبق ذكره ما يلي : "قد ينتج عن تقييد التجارة أضرارا بالبيئة : انخفاض مبيعات السيارات الأقل تلويثا للبيئة، في مقابل ارتفاع مبيعات السيارات الأكثر استهلاكا للوقود.
كما قام الخبير الاقتصادي كم اندرسون بتحليل السياسة الزراعية للاتحاد الأوروبي، واستنتج من هذا التحليل، أن تحرير التبادل التجاري يؤدي لانتقال المنتجات في اتجاه البلاد النامية الأقل استخداما للمبيدات الحشرية. وهنا أيضًا تظهر عراقيل العولمة التي تعتبر، بالنسبة للبعض، ضارة بالبيئة.
وهناك، دون شك، نماذج أخرى ساهمت التجارة الحرة في ظهور العديد من المشاكل البيئية بها. فالتنمية الاقتصادية في حد ذاتها تسبب مشاكل بيئية، مما يجعل هناك تناقضا بين متطلبات التنمية ومتطلبات حماية البيئة. وقد تم إضفاء طابعا رسميا على هذا التعارض بواسطة وثيقة «مبدأ المسؤولية المشتركة المتفاوتة» الذي طبقته الأمم المتحدة منذ انعقاد مؤتمر ري ودي جانيرو عام 1992.
وقد اتخذ الخبير الاقتصادي جاجديش باجواتي مثالا على الجدل الدائر حول زراعة الجمبري في جنوب شرق آسيا، نموذجا على أثر تحرير التجارة، وما له من عواقب وخيمة على المناطق التي تطبق فيها هذه الزراعات .وأوضح هذا الأثر قائلا : " العديد من المنظمات غير الحكومية أثارت جدلا للتنديد بهذه التجارة والمطالبة بتقييدها . إلا أن هذا ربما يؤدي إلى أن " نخسر الغالي والنفيس"، لأن التجارة أداه قوية لرفع معدل الرخاء الذي ينعكس أثره على المجتمع بأسره .